# High Sparrow
«High Sparrow» (El Pardal Suprem) és el tercer episodi de la cinquena temporada, el 43è del total, de la sèrie televisiva Game of Thrones de la productora nord-americana HBO. L'episodi fou escrit pels guionistes David Benioff i D. B. Weiss, i dirigit per Mark Mylod. Es va estrenar el 26 d'abril del 2015. Abans de l'emissió, aquest episodi es va filtrar a Internet juntament amb tres episodis més de la temporada.

## Argument

### A Port Reial
Tommen (Dean-Charles Chapman) i Margaery (Natalie Dormer) es casen i consumen el seu matrimoni. Més tard, Margaery intenta que Tommen convenci a la seva mare Cersei (Lena Headey) perquè se'n vagi a viure a Roca Casterly, però ella s'hi nega. Cersei, en el paper de mare protectora, s'enfronta a Margaery però es veu impotent davant el to burleta de la nova reina i de la cort que l'acompanya.
En un prostíbul, l'Alt Septó (Paul Bentley) és atacat per Lancel (Eugene Simon) i altres «pardals» i l'obliguen a caminar nu pels carrers mentre el tracten de pecador. Hom sol·licita que el Consell prengui mesures contra els «pardals» i executi el seu líder, el Pardal Alt (Jonathan Pryce). Cersei s'hi reuneix personalment i li assegura que no l'executaran, li comenta que ha empresonat a l'Alt Septó que serà rellevat del seu càrrec. Després, de tornada al castell, Cersei ordena a Qyburn (Anton Lesser) que enviï un missatge a Lord Baelish (Aidan Gillen), mentre Qyburn l'està escrivint, el cos de Gregor Clegane («La Muntanya») es mou damunt la taula d'operacions.

### Al Nord
«Pudent» (Alfie Allen), mentre travessa el pati d'Hivernplè, s'horroritza davant els cadàvers escorxats que s'han penjat allí. Mentre serveix el sopar als seus senyors sent com Roose Bolton (Michael McElhatton) li comenta a Ramsay Bolton (Iwan Rheon) que no tenen prou homes per mantenir el Nord i que la millor solució seria forjar una aliança entre cases mitjançant un matrimoni.
Al Fossar Cailin, Petyr Baelish li diu a Sansa (Sophie Turner) que ha compromès el seu matrimoni amb Ramsay. D'entrada s'hi nega, ja que Roose va ser el responsable de la mort del seu germà i la seva mare, però canvia d'opinió quan Petyr li fa veure que seria una bona oportunitat per a la revenja. Arriben a Hivernplè i són rebuts per Roose, la seva esposa Walda (Elizabeth Webster) i Ramsay. Aquest promet a Petyr que mai farà mal a Sansa. Quan arriba Roose, Petyr li comenta que no tenen cap raó per témer els Lannister però Roose no n'està massa convençut. Petyr li mostra el missatge que li va enviar Cersei però Roose exigeix veure també la resposta que li va donar Petyr Baelish.
Petyr i Sansa són seguits en secret per Brienne (Gwendoline Christie) i Podrick (Daniel Portman). Aquest explica a Brienne com va començar a servir a Tyrion Lannister i Brienne li explica com va començar amb Renly Baratheon. Brienne considera que Stannis Baratheon és el responsable de la mort de Renly i que ha jurat matar-lo com a revenja.

### Al Mur
Stannis Barathenon (Stephen Dillane) es reuneix amb Jon Snow (Kit Harington), ara ja Comandant de la Guàrdia de la Nit. Jon li diu que no pot acceptar la seva oferta, ja que va fer un jurament a l'entrar a formar part de la Guàrdia. Li demana a Stannis quant temps més pensen a romandre al Mur, ja que no disposen de prou mitjans per alimentar indefinidament els seus soldats. Stannis li diu que marxaran en quinze dies. Llavors intervé Davos (Lian Cunningham) dient-li que el jurament esmentat proclama la defensa dels regnes dels homes i que lluitar per fer fora els Bolton del Nord no entra en cap contradicció.
Al menjador, Jon fa públic el nomenament de Ser Alliser (Owen Teale) com el nou Primer Ranger. Llavors ordena a Janos Slynt (Dominic Carter) que surti del Castell Negre i es converteixi en el comandant de Guardiagrisa, una fortalesa en ruïnes al costat del Mur. Janos diu que no hi vol anar, desobeeix a Jon i l'insulta greument. Davant la mostra d'insubordinació, Jon decideix executar-lo personalment amb l'assentiment del reu Stannis.

### A Braavos
Arya (Maisie Williams) observa com l'home amb cara de Jaqen H'ghar (Tom Wlaschiha) dona aigua a un altre home. Arya s'hi apropa i li demana que comenci a ensenyar-li com ser un home sense rostre. Jaqen li recorda la frase «Valar Dohaeris», que significa que «tots els homes han de servir» i acusa a Arya de només voler servir-se a si mateixa. Quan es gira veu que l'home que pregava s'ha mort i dos servents se l'emporten. Ara Arya es pregunta que estan fent amb el cos.
Més tard Arya parla amb Waif (Faye Marsay) que li pregunta qui és. Arya respon que no és ningú però el nen abandonat, que no està satisfet amb la seva resposta, comença a colpejar-la. Jaqen arriba i s'atura la baralla però en veure com brandia l'espasa «Agulla» li demana que si és ningú com és possible tenir objectes d'Arya Stark. Amb la lliçó apresa, Arya agafa els seus objectes i els llença al moll, tots excepte l'espasa que l'amaga entre unes roques. Torna a la Casa del Blanc i Negre i continua escombrant. Llavors Jaqen la condueix a una habitació on ella i el nen abandonat hauran de rentar el cos d'un home mort.

### A Volantis
Arribats a Volantis, Tyrion (Peter Dinklage) convenç a Varys (Conleth Hill) perquè li permeti sortir del seu carro i caminar pels carrers. A la ciutat són testimonis de la prèdica d'una sacerdotessa vermella davant una colla d'esclaus favorable a la salvadora Daenerys Targaryen. Mentre es troba dins un burdell, Jorah Mormont (Iain Glen) segresta a Tyrion i li comenta que té la intenció de portar-lo davant la reina.

## Repartiment
L'episodi marca l'última aparició de tres personatges principals que des de la primera temporada van estar presents en la sèrie: Charles Dance després de l'assassinat del seu personatge, Tywin Lannister per part de Tyrion. L'actor Rory McCann que va interpretar al temible personatge Sandor «El Gos» Clegane apareix per última vegada en la sèrie en veure el seu personatge morir lentament després d'una ferotge batalla amb Brienne de Tarth. I l'actriu Sibel Kekilli que interpreta la prostituta Shae marca la seva última aparició per la seva mort a mans de Tyrion. L'episodi també representa la sortida de Thomas Brodie Sangster després de l'assassinat del seu personatge, Jojen Reed, a mans d'uns caminants blancs, Thomas havia estat personatge recurrent des de la tercera temporada.

## Producció

### Guió
Aquest episodi va ser escrit pels productors executius David Benioff i DB Weiss i inclou el contingut de dues novel·les de GRR Martin: Festí de Corbs (Arya I, Cersei III, Arya II, Cersei V, Cersei VI, Alayne III i elements de Brienne III i Brienne IV) i Dansa de Dracs (Jon II, Pudent III, Tyrion VI i La nena cega).
Com va passar amb altres episodis d'aquesta temporada «High Sparrow» es va desviar dels llibres de Martin en diversos aspectes. Per exemple, la història de Tyrion s'accelera i Tommen és prou gran per a consumar el seu matrimoni amb Margaery. Pel que Forbes va anomenar «la major sorpresa de l'episodi de la nit de diumenge», Sansa Stark va a Hivernplè per casar-se amb Ramsay Bolton, un paper que es juga en el llibre un personatge secundari personificant Arya. Busis descriu els sentiments oposats pel que fa a aquests canvis però afirma que «com a mínim això va donar a Sophie Turner algun material carnós real». En una entrevista, el guionista David Benioff explica que la força de Sophie Turner com a actriu va ser una de les raons per les quals van decidir dotar al seu personatge d'escenes més dramàtiques i Bryan Cogman ha afegit que tenia més sentit donar més presència a una actriu provada i popular que no pas portar a un nou personatge.

### Repartiment
Amb aquest episodi Michael McElhatton (Roose Bolton) és ascendit a personatge regular de la sèrie. L'episodi inclou nous membres de l'elenc: Jonathan Pryce (Alt Pardal) i Faye Marsay, que interpreta el nen abandonat.

## Audiència i crítica

### Audiència televisiva
L'episodi va generar 6.710.000 espectadors durant la primera emissió i va rebre una qualificació de 3.5 en adults de 18-49 anys.

### Crítica
L'episodi rebé crítiques majoritàriament positives. Hom destaca la història de Jon i la introducció de l'Alt Pardal. Basat en 30 comentaris crítics, l'episodi va ser aprovat per un 100% a Rotten Tomatoes.
La resposta crítica als canvis dels llibres i del material original escrit ha estat desigual. Els crítics es reserven fins més endavant l'opinió sobre la decisió de portar Sansa a Hivernplè.